# Dozio
Dozio è una frazione geografica del comune italiano di Valgreghentino posta in posizione elevata ad ovest del centro abitato. Controparte di Biglio posta sul versante opposto della stessa valle, Dozio nel passato era un comune autonomo, annesso nel 1927 a Valgreghentino.
Dopo un periodo di abbandono sta tornando alla vita grazie anche all'intervento del comune e della Comunità montana Lario Orientale.

## Storia
Dozio fu un antico comune del Milanese.
Nel 1751 fu registrato come un villaggio di 66 abitanti, e nel 1786 entrò per un quinquennio a far parte della Provincia di Como, per poi cambiare continuamente i riferimenti amministrativi nel 1791, nel 1797 e nel 1798.
Portato definitivamente sotto Como nel 1801, alla proclamazione del Regno d'Italia nel 1805 risultava avere 82 abitanti. Nel 1809 il municipio fu soppresso su risultanza di un regio decreto di Napoleone che lo annesse per la prima volta a Valgreghentino, ma il Comune di Dozio fu tuttavia ripristinato con il ritorno degli austriaci. Nel 1853 risultò essere popolato da 105 anime, scese a 75 nel 1871. La posizione defilata e collinare del villaggio ne causò il definitivo spopolamento già sul finire del XIX secolo, tanto che nel 1921 si registrarono soltanto 74 residenti. Fu il regime fascista a decidere nel 1927 di sopprimere definitivamente il comune, unendolo nuovamente a Valgreghentino seguendo il precedente modello napoleonico.

## Monumenti e luoghi d'interesse
È presente il Santuario dedicato alla Madonna di Częstochowa, in cui si trova anche una statua in bronzo, opera dello scultore muggiorese Giorgio Galletti, raffigurante Giovanni Paolo II, il Papa polacco molto devoto alla Madonna. Il recupero di questa antica chiesetta è stato fortemente voluto dal parroco emerito del Paese, don Alfredo Zoppetti, e da un nutrito gruppo di parrocchiani che negli anni '70 hanno dato nuova vita al tempio, ormai ridotto ad una stalla.